# Jessica Garlick
Jessica Garlick är artist och musiker född 1981 i Kidwelly, Wales.
Hon ställde upp i den första säsongen av TV-talangjakten Pop Idol år 2001–2002 och blev en av de stora favoriterna. Trots det åkte hon ut i en veckofinal. Senare samma vår vann hon den engelska uttagningen till Eurovision Song Contest 2002 med låten Come Back. I finalen i Estlands huvudstad Tallinn slutade hon sedan på delad tredje plats, Storbritanniens hittills bästa placering under 2000-talet.